# Didier Otokoré
Didier Otokoré (Gagnoa, 26 de março de 1969) é um ex-futebolista profissional marfinense que atuava como meia-atacante.

## Carreira
Didier Otokoré se profissionalizou no Auxerre.

## Seleção
Didier Otokoré integrou a Seleção Marfinense de Futebol na Copa das Nações Africanas de 1992, campeã do torneio no Senegal.

## Títulos
Costa do Marfim
- Copa das Nações Africanas: 1992